# Чемпионат Италии по кёрлингу среди женщин
Чемпионат Италии по кёрлингу среди женщин (итал. Campionato italiano assoluto femminile di curling) — ежегодное соревнование итальянских женских команд по кёрлингу. Проводится с 1976 года. Организатором является Федерация ледовых видов спорта Италии (итал. Federazione Italiana Sport del Ghiaccio, англ. Italian Ice-Sports Federation).
Победитель чемпионата получает право до следующего чемпионата представлять Италию на международной арене как женская сборная Италии.
Проводится одновременно и на одной арене с Чемпионатом Италии по кёрлингу среди мужчин.

## Годы и команды-призёры
Составы команд указаны в порядке: четвёртый, третий, второй, первый, запасной, тренер; cкипы выделены полужирным шрифтом.
(если неясно, какой из игроков является скипом, то как скип помечается игрок на четвёртой позиции)
| Год  | Золото | Серебро | Бронза |
| .    | | | |
| 2014 | 3S Luserna Вероника Дзаппоне, Элиза Патоно, Мартина Бронзино, Арианна Лозано, запасной: Анджела Ромеи                                                                   | Tofane Джорджия Аполлонио, Федерика Аполлонио, Кьяра Оливьери, Клаудия Альвера                                                                           | C.C. Lago Santo F Giada Mosaner, Кьяра Дзанотелли, Manuela Serafini, Maddalena Micheli                                                                      |
| 2015 | Tofane Федерика Аполлонио, Джорджия Аполлонио, Кьяра Оливьери, Клаудия Альвера, запасной: Стефания Менарди                                                              | 3S Sys-Tek Вероника Дзаппоне, Элиза Патоно, Мартина Бронзино, Арианна Лозано, запасной: Анджела Ромеи                                                    | Team Lago Santo Giada Mosaner, Кьяра Дзанотелли, Диана Гаспари, Maddalena Micheli, запасной: Manuela Serafini                                               |
| 2016 | Tofane Федерика Аполлонио, Джорджия Аполлонио, Кьяра Оливьери, Стефания Менарди, запасной: Клаудия Альвера, тренер: Брайан Грей                                         | Team Lago Santo Giada Mosaner, Диана Гаспари, Кьяра Дзанотелли, Maddalena Micheli                                                                        | Draghi Денизе Пимпини, Emanuela Matino, Sara Aliberti, Roberta Giulianella Vergagni, тренер: Giovanni Battoni                                               |
| 2017 | Tofane Федерика Аполлонио, Джорджия Аполлонио, Стефания Менарди, Клаудия Альвера, запасной: Сара Леветти                                                                | 3S Sys-Tek Вероника Дзаппоне, Emanuela Cavallo, Анджела Ромеи, Арианна Лозано, запасной: Anna Maria Maurino                                              | Team Lago Santo Диана Гаспари, Manuela Serafini, Роза Помпанин, Алиса Кобелли, запасной: Giada Mosaner                                                      |
| 2018 | Dolomiti FONTEL Диана Гаспари, Стефания Константини, Кьяра Оливьери, Valeria Girardi, запасной: Elisa De Zordo, тренер: Карло Алессандро Дзиза                          | 3S Sys-Tek Вероника Дзаппоне, Emanuela Cavallo, Анджела Ромеи, Арианна Лозано, тренер: Lucilla Macchiati                                                 | Fireblock Денизе Пимпини, Fiona Grace Simpson, Лукреция Лауренти, Emanuela Matino, запасной: Roberta Giulianella Vergagni                                   |
| 2019 | Dolomiti FONTEL Диана Гаспари, Стефания Константини, Кьяра Оливьери, Valeria Girardi, запасной: Джулия Дзардини Лачеделли, тренер: Карло Алессандро Дзиза               | 3S Luserna Luca Lovero Вероника Дзаппоне, Анджела Ромеи, Emanuela Cavallo, Anna Maria Maurino, тренер: Lucilla Macchiati                                 | C.C. Tofane F — Hotel Menardi Федерика Аполлонио, Джорджия Аполлонио, Стефания Менарди, Michela Alverà, запасной: Marianna Menardi, тренер: Клаудия Альвера |
| 2020 | чемпионат недоигран из-за пандемии COVID-19 | чемпионат недоигран из-за пандемии COVID-19 | чемпионат недоигран из-за пандемии COVID-19 |
| 2021 | Dolomiti Fontel Constantini Стефания Константини, Джулия Дзардини Лачеделли, Lorenza Piccin, Katia Sottsass, тренер: Карло Алессандро Дзиза                             | Celtic Fireblock F Денизе Пимпини, Emanuela Matino, Sara Aliberti, Roberta Giulianella Vergagni                                                          | C.C. Pinerolo F Emanuela Cavallo, Roberta Tosel, Alice Bertolin, Rebecca Dezzani, тренер: Lucilla Macchiati                                                 |
| 2022 | Dolomiti Fontel Constantini Стефания Константини, Марта Ло Дезерто, Джулия Дзардини Лачеделли, Katia Sottsass, запасной: Michela Alverà, тренер: Карло Алессандро Дзиза | Trentino Cembra AF Giada Mosaner, Кьяра Дзанотелли, Manuela Serafini, Orietta Zanotelli                                                                  | Mole2020 femminile Анджела Ромеи, Елена Дами, Lucrezia Grande, Арианна Лозано                                                                               |
| 2023 | Dolomiti Constantini Almaviva Стефания Константини, Марта Ло Дезерто, Анджела Ромеи, Джулия Дзардини Лачеделли, тренер: Виолетта Кальдарт                               | Virtus Piemonte Ghiaccio AF Денизе Пимпини, Emanuela Matino, Лукреция Лауренти, Roberta Giulianella Vergagni, запасной: Elisa Marten Perolino            | Trentino Cembra AF Giada Mosaner, Кьяра Дзанотелли, Manuela Serafini, Orietta Zanotelli, запасной: Кьяра Оливьери                                           |
| 2024 | Sporting Club Pinerolo AF Ребекка Мариани, Lucrezia Grande, Letizia Gaia Carlisano, Ракеле Скалессе, тренер: Марко Мариани                                              | Dolomiti Constantini Almaviva Стефания Константини, Елена Матис, Анджела Ромеи, Виолетта Кальдарт, запасной: Марта Ло Дезерто, тренер: Виолетта Кальдарт | Mole2020 femminile Вероника Дзаппоне, Арианна Лозано, Barbara Gentile, Лукреция Сальваи, запасной: Amanda Bianchi, тренер: Amanda Bianchi                   |
| 2025 | Dolomiti Constantini Almaviva Стефания Константини, Джулия Дзардини Лачеделли, Елена Матис, Марта Ло Дезерто, запасной: Анджела Ромеи                                   | MJ Academy AF Ребекка Мариани, Lucrezia Grande, Letizia Gaia Carlisano, Ракеле Скалессе                                                                  | Virtus Piemonte Ghiaccio AF Денизе Пимпини, Emanuela Matino, Roberta Giulianella Vergagni, Radha Singh Torta                                                |